# Lac de Bakhtegan
Le lac Bakhtegan (persan : دریاچۀ بختگان) est un lac salé de la province de Fars, dans le Sud de l'Iran. 

## Géographie
Il est situé à environ 160 km à l'est de la ville de Chiraz et à environ 15 km à l'ouest de Neyriz (en).
Avec une superficie d'environ 3 500 km2, Bakhtegan est le deuxième plus grand lac du pays. Il est alimenté par la rivière Kor.  

## Assèchement
Plusieurs barrages effectués sur la rivière Kor ont réduit significativement l'apport d'eau au lac. En conséquence, sa salinité augmente et met en danger certains oiseaux du lac tels les flamants et autres oiseaux migrateurs.